# Liang Shiyi
Liang Shiyi (chinês: 梁士诒; 5 de maio de 1869 - 9 de abril de 1933) foi premiê do governo de Beiyang da China de 1921 e 1922.

## Biografia
Liang Shiyi nasceu em Sanshui, Guangdong, em 1869. Na dinastia Qing, ele foi encarregado das ferrovias, o ministério mais rentável do governo. Isto permitiu-lhe criar a influente Camarilha das Comunicações. Era um defensor próximo de Yuan Shikai, servindo como seu ministro das Finanças, e apoiou Yuan durante a Guerra de Proteção Nacional.
Depois da morte de Yuan, o presidente Li Yuanhong ordenou a prisão dos oito principais monarquistas do regime de Yuan, isto fez com que Liang fugisse para Hong Kong. Regressou em 1918 para concorrer à Assembleia Nacional da República da China.
Sua Camarilha das Comunicações foi seguida de longe em comparação com a Camarilha de Anhui de Duan Qirui mas, mesmo assim, tornou-se presidente do Senado. Ele, então, tornou-se primeiro-ministro quando Jin Yunpeng foi forçado a renunciar em dezembro de 1921.
Seu governo durou um mês sendo alvo de disputa entre o seu apoiante, Zhang Zuolin, e seu detrator, Wu Peifu. Quando Wu forçou sua renúncia em 25 de janeiro de 1922, provocou a Primeira Guerra Zhili-Fengtian. Liang teve a sorte de evitar a guerra a si mesmo quando deixou Pequim assim que renunciou, sob a desculpa da doença. A Expedição do Norte o obrigou a fugir novamente para Hong Kong em 1928, sendo em seguida empurrado entre Xangai e Hong Kong para lidar com os japoneses que invadiram a Manchúria em 1931; faleceu em Xangai, em 1933.